# Верхотульское сельское поселение
Верхоту́льское сельское поселение — муниципальное образование в составе Арбажского района Кировской области России. Административный центр — село Верхотулье.

## История
Верхотульское сельское поселение образовано 1 января 2006 года, в его состав вошли территории бывших Верхотульского и Пишнурского сельсоветов.

## Население
| 2010 | 2012 | 2013 | 2014 | 2015 | 2016 | 2017 |
| ---- | ---- | ---- | ---- | ---- | ---- | ---- |
| 654  | ↘631 | ↘601 | ↗606 | ↘575 | ↘554 | ↘528 |
| 2018 | 2019 | 2020 |      |      |      |      |
| ↘510 | ↘497 | ↘483 |      |      |      |      |

## Состав
В состав поселения входят 10 населённых пунктов (население, 2010):
| - село Верхотулье — 189 чел.; - деревня Антипенки — 3 чел.; - деревня Крутик — 11 чел.; - деревня Кукмур — 17 чел.; - деревня Кывырла — 11 чел.; | - деревня Липаты — 25 чел.; - деревня Пишнур — 223 чел.; - деревня Серяки — 118 чел.; - деревня Сухие Прудки — 52 чел.; - деревня Шмелек — 5 чел. |